# Actinodaphne pulchra
Actinodaphne pulchra är en lagerväxtart som beskrevs av Teschn.. Actinodaphne pulchra ingår i släktet Actinodaphne och familjen lagerväxter. Inga underarter finns listade i Catalogue of Life.